# Vörtbröd

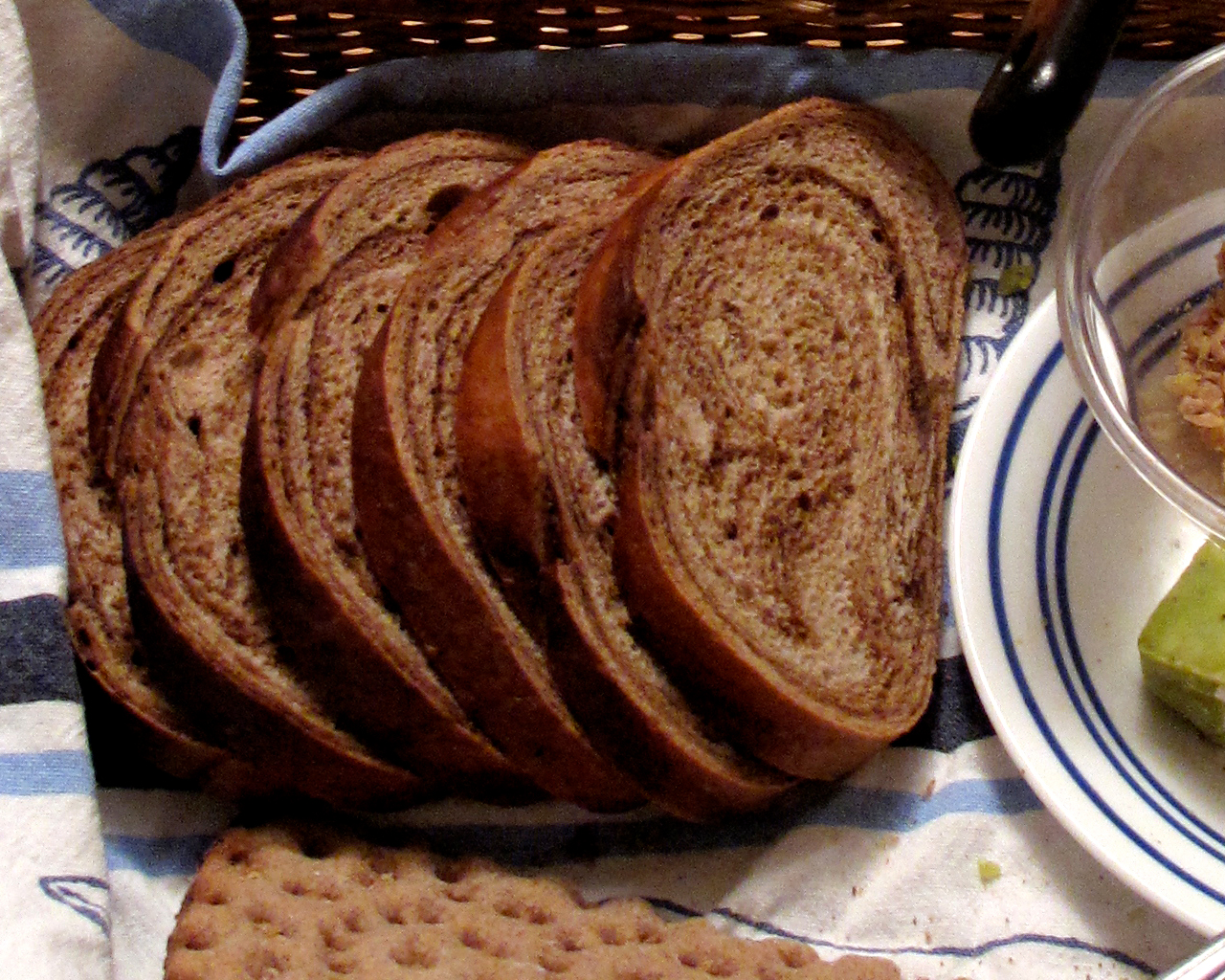
Vörtbröd

El vörtbröd és un pa fet de farines de sègol i blat, i també amb most de cervesa. A Suècia és tradicional consumir-lo per Nadal com a part del banquet. Sol estar condimentat amb canyella, clavell d'espècia, gingebre, cardamom i panses.